# Afrika-Cup 2008/Gruppe C
| Pl. | Land    | Sp. | S | U | N | Tore    | Diff. | Punkte |
| --- | ------- | --- | - | - | - | ------- | ----- | ------ |
| 1.  | Ägypten | 3   | 2 | 1 | 0 | 008:300 | +5    | 07     |
| 2.  | Kamerun | 3   | 2 | 0 | 1 | 010:500 | +5    | 06     |
| 3.  | Sambia  | 3   | 1 | 1 | 1 | 005:600 | −1    | 04     |
| 4.  | Sudan   | 3   | 0 | 0 | 3 | 000:900 | −9    | 0      |

Gruppe C des Afrika-Cups 2008:

## Ägypten – Kamerun 4:2 (3:0)
| Ägypten                                       | Ägypten | Kamerun | Kamerun |
| --------------------------------------------- | --- | --- | ------- |
| Ägypten                                       | \| 1. Spieltag \| \| 22. Januar 2008 in Kumasi (Baba-Yara-Stadion) \| \| Zuschauer: 30.000 \| \| Schiedsrichter: Modou Sowe ( Gambia) \| | \| 1. Spieltag \| \| 22. Januar 2008 in Kumasi (Baba-Yara-Stadion) \| \| Zuschauer: 30.000 \| \| Schiedsrichter: Modou Sowe ( Gambia) \| | Kamerun |
| Ägypten                                       | Essam El-Hadary – Sayed Moawad (88. Shady Mohamed), Hany Said, Wael Gomaa, Mahmoud Fathalla – Mohamed Zidan (69. Ahmed El Mohamadi), Mohamed Shawky (60. Mohamed Abo Treka), Hosni Abd-Rabou, Ahmed Fathy – Amr Zaki, Emad Moteab Cheftrainer: Hassan Shehata | Idriss Carlos Kameni – Geremi Njitap, Rigobert Song, André Bikey, Thimothée Atouba – Jean Makoun (38. Gilles Binya), Landry N’Guémo (46. Alexandre Song) – Joël Epalle, Stéphane Mbia (46. Achille Emana) – Samuel Eto’o, Mohamadou Idrissou Cheftrainer: Otto Pfister ( Deutschland) | Kamerun |
| Ägypten                                       | 1:0 Hosni Abd-Rabou (14., Handelfmeter) 2:0 Mohamed Zidan (17.) 3:0 Mohamed Zidan (45.+2') 4:1 Hosni Abd-Rabou (82.) | 3:1 Samuel Eto’o (51.) 4:2 Samuel Eto’o (90.+2', Foulelfmeter) | Kamerun |
| Ägypten                                       | Hany Said (16.), Mohamed Shawky (48.), Mahmoud Fathalla (90.+1') | Gilles Binya (71.) | Kamerun |
| 1. Spieltag                                   | | |         |
| 22. Januar 2008 in Kumasi (Baba-Yara-Stadion) | | |         |
| Zuschauer: 30.000                             | | |         |
| Schiedsrichter: Modou Sowe ( Gambia)          | | |         |

## Sudan – Sambia 0:3 (0:1)
| Sudan                                         | Sudan | Sambia | Sambia |
| --------------------------------------------- | --- | --- | ------ |
| Sudan                                         | \| 1. Spieltag \| \| 22. Januar 2008 in Kumasi (Baba-Yara-Stadion) \| \| Schiedsrichter: Badara Diatta ( Senegal) \| | \| 1. Spieltag \| \| 22. Januar 2008 in Kumasi (Baba-Yara-Stadion) \| \| Schiedsrichter: Badara Diatta ( Senegal) \| | Sambia |
| Sudan                                         | Mahjoub El Moez – Richard Justin, Alaeldin Ahmed Gibril, Mohamed Ali El Khider, Omer Bakhit – Mugahid Mohamed (24. Alaaeldin Yousif), Bader Galag, Hamouda Bashir (80. Saif Masawi), Haitham Mustafa – Faisal Agab (57. Alaa Babiker), Haytham Tambal Cheftrainer: Mohamed Abdallah | Kennedy Mweene – Kennedy Nketani, Joseph Musonda, Billy Mwanza, Clive Hachilensa – Ian Bakala, Rainford Kalaba, Felix Katongo, Jacob Mulenga – Dube Phiri (70. Emmanuel Mayuka), James Chamanga (83. Clifford Mulenga) Cheftrainer: Patrick Phiri | Sambia |
| Sudan                                         | 0:1 James Chamanga (2.) 0:2 Jacob Mulenga (50.) 0:3 Felix Katongo (59.) | | Sambia |
| Sudan                                         | Omer Bakhit (16.), Richard Justin (32.) | Billy Mwanza (66.), Felix Katongo (76.) | Sambia |
| 1. Spieltag                                   | | |        |
| 22. Januar 2008 in Kumasi (Baba-Yara-Stadion) | | |        |
| Schiedsrichter: Badara Diatta ( Senegal)      | | |        |

## Kamerun – Sambia 5:1 (3:0)
| Kamerun                                       | Kamerun | Sambia | Sambia |
| --------------------------------------------- | --- | --- | ------ |
| Kamerun                                       | \| 2. Spieltag \| \| 26. Januar 2008 in Kumasi (Baba-Yara-Stadion) \| \| Zuschauer: 10.000 \| \| Schiedsrichter: Yūichi Nishimura ( Japan) \| | \| 2. Spieltag \| \| 26. Januar 2008 in Kumasi (Baba-Yara-Stadion) \| \| Zuschauer: 10.000 \| \| Schiedsrichter: Yūichi Nishimura ( Japan) \| | Sambia |
| Kamerun                                       | Idriss Carlos Kameni – Thimothée Atouba, André Bikey, Rigobert Song, Gilles Binya (63. Alain Nkong) – Alexandre Song, Geremi Njitap, Achille Emana (77. Mohamadou Idrissou), Modeste M’Bami (70. Jean Makoun) – Joseph-Désiré Job, Samuel Eto’o Cheftrainer: Otto Pfister ( Deutschland) | Kennedy Mweene – Kennedy Nketani (39. Hijani Himoonde), Joseph Musonda, Billy Mwanza, Clive Hachilensa – Isaac Chansa, Ian Bakala (80. William Njovu), Felix Katongo, Jacob Mulenga – Chris Katongo, James Chamanga (64. Felix Sunzu) Cheftrainer: Patrick Phiri | Sambia |
| Kamerun                                       | 1:0 Geremi Njitap (28.) 2:0 Joseph-Désiré Job (32.) 3:0 Achille Emana (44.) 4:0 Samuel Eto’o (65., Handelfmeter) 5:0 Joseph-Désiré Job (82.) | 5:1 Chris Katongo (90.) | Sambia |
| 2. Spieltag                                   | | |        |
| 26. Januar 2008 in Kumasi (Baba-Yara-Stadion) | | |        |
| Zuschauer: 10.000                             | | |        |
| Schiedsrichter: Yūichi Nishimura ( Japan)     | | |        |

## Ägypten – Sudan 3:0 (1:0)
| Ägypten                                       | Ägypten | Sudan | Sudan |
| --------------------------------------------- | --- | --- | ----- |
| Ägypten                                       | \| 2. Spieltag \| \| 26. Januar 2008 in Kumasi (Baba-Yara-Stadion) \| \| Schiedsrichter: Coffi Codjia ( Benin) \| | \| 2. Spieltag \| \| 26. Januar 2008 in Kumasi (Baba-Yara-Stadion) \| \| Schiedsrichter: Coffi Codjia ( Benin) \| | Sudan |
| Ägypten                                       | Essam El-Hadary – Mahmoud Fathalla (56. Ahmed Hassan), Hany Said, Ahmed Fathy, Sayed Moawad – Wael Gomaa, Hosni Abd-Rabou, Mohamed Shawky, Amr Zaki (80. Ahmed El Mohammadi) – Mohamed Zidan (56. Mohamed Abo Treka), Emad Moteab Cheftrainer: Hassan Shehata | Mahjoub El Moez – Musa El Tayeb, Mohamed Ali El Khider, Alaeldin Ahmed Gibril (46. Saif Masawi), Amir Koku – Alaaeldin Yousif, Richard Justin, Haitham Mustafa, Bader Galag – Haytham Tambal (60. Abdelhamid Amari), Alaa Babiker (81. Faisal Agab) Cheftrainer: Mohamed Abdallah | Sudan |
| Ägypten                                       | 1:0 Hosni Abd-Rabou (29., Foulelfmeter) 2:0 Mohamed Abo Treka (78.) 3:0 Mohamed Abo Treka (83.) | | Sudan |
| Ägypten                                       | Mahmoud Fathalla (19.), Amr Zaki (32.), Mohamed Aboutreika (78.) | Mohamed Ali El Khider (25.), Mahjoub El Moez (28.), Alaeldin Ahmed Gibril (43.), Saif Masawi (73.) | Sudan |
| 2. Spieltag                                   | | |       |
| 26. Januar 2008 in Kumasi (Baba-Yara-Stadion) | | |       |
| Schiedsrichter: Coffi Codjia ( Benin)         | | |       |

## Ägypten – Sambia 1:1 (1:0)
| Ägypten                                       | Ägypten | Sambia | Sambia |
| --------------------------------------------- | --- | --- | ------ |
| Ägypten                                       | \| 3. Spieltag \| \| 30. Januar 2008 in Kumasi (Baba-Yara-Stadion) \| \| Schiedsrichter: Koman Coulibaly (Mali) \| | \| 3. Spieltag \| \| 30. Januar 2008 in Kumasi (Baba-Yara-Stadion) \| \| Schiedsrichter: Koman Coulibaly (Mali) \| | Sambia |
| Ägypten                                       | Essam El-Hadary – Sayed Moawad, Ahmed Fathy, Hani Said, Shady Mohamed – Hosni Abd-Rabou, Mohamed Shawky, Ahmed Hassan (60. Mohamed Zidan), Wael Gomaa – Emad Moteab (77. Ibrahim Said), Amr Zaki (60. Mohamed Abo Treka) Cheftrainer: Hassan Shehata | Kennedy Mweene – Hijani Himoonde, Billy Mwanza (30. Kampamba Chintu), Joseph Musonda, Clive Hachilensa – Isaac Chansa (77. Rainford Kalaba), Ian Bakala, Felix Katongo, Chris Katongo – Jacob Mulenga (65. Dube Phiri), James Chamanga Cheftrainer: Patrick Phiri | Sambia |
| Ägypten                                       | 1:0 Amr Zaki (15.) | 1:1 Chris Katongo (88.) | Sambia |
| Ägypten                                       | Hosni Abd-Rabou (42.) | Felix Katongo (40.), Isaac Chansa (61.) | Sambia |
| 3. Spieltag                                   | | |        |
| 30. Januar 2008 in Kumasi (Baba-Yara-Stadion) | | |        |
| Schiedsrichter: Koman Coulibaly (Mali)        | | |        |

## Kamerun – Sudan 3:0 (2:0)
| Kamerun                                    | Kamerun | Sudan | Sudan |
| ------------------------------------------ | --- | --- | ----- |
| Kamerun                                    | \| 3. Spieltag \| \| 30. Januar 2008 in Tamale (Tamale Stadium) \| \| Zuschauer: 10.000 \| \| Schiedsrichter: Kokou Djaoupe (Togo) \| | \| 3. Spieltag \| \| 30. Januar 2008 in Tamale (Tamale Stadium) \| \| Zuschauer: 10.000 \| \| Schiedsrichter: Kokou Djaoupe (Togo) \| | Sudan |
| Kamerun                                    | Idriss Carlos Kameni – Thimothée Atouba (46. Bill Tchato), André Bikey, Rigobert Song, Geremi Njitap – Alexandre Song, Modeste M’Bami, Achille Emana (58. Bertin Tomou), Joël Epalle (77. Paul Essola) – Samuel Eto’o, Joseph-Désiré Job Cheftrainer: Otto Pfister ( Deutschland) | Mahjoub El Moez – Musa Al Tayeb, Mohamed Ali El Khider, Omer Bakhit (54. Mohamed Tahir), Amir Koku – Hamouda Bashir, Richard Justin, Haitham Mustafa, Alaa Eldin Yousif – Haytham Tambal (77. Hassan Korongo), Faisal Agab (62. Alaa Babiker) Cheftrainer: Mohamed Abdallah | Sudan |
| Kamerun                                    | 1:0 Samuel Eto’o (27., Foulelfmeter) 2:0 Mohamed Ali El Khider (33., Eigentor) 3:0 Samuel Eto’o (90.+2') | | Sudan |
| Kamerun                                    | André Bikey (74.) | Alaa Eldin Yousif (26.) | Sudan |
| 3. Spieltag                                | | |       |
| 30. Januar 2008 in Tamale (Tamale Stadium) | | |       |
| Zuschauer: 10.000                          | | |       |
| Schiedsrichter: Kokou Djaoupe (Togo)       | | |       |